# Aristelliger reyesi
Espèce
Statut CITES
Aristelliger reyesi est une espèce de geckos de la famille des Sphaerodactylidae.

## Répartition
Cette espèce est endémique de la province de Matanzas à Cuba.

## Étymologie
Cette espèce est nommée en l'honneur d'Ernesto Reyes.

## Publication originale
- Diaz & Hedges, 2009 : First record of the genus Aristelliger (Squamata: Sphaerodactylidae) in Cuba, with the description of a new species. Zootaxa, n. 2028, p. 31-40 (texte intégral).